# Österslövs kyrka

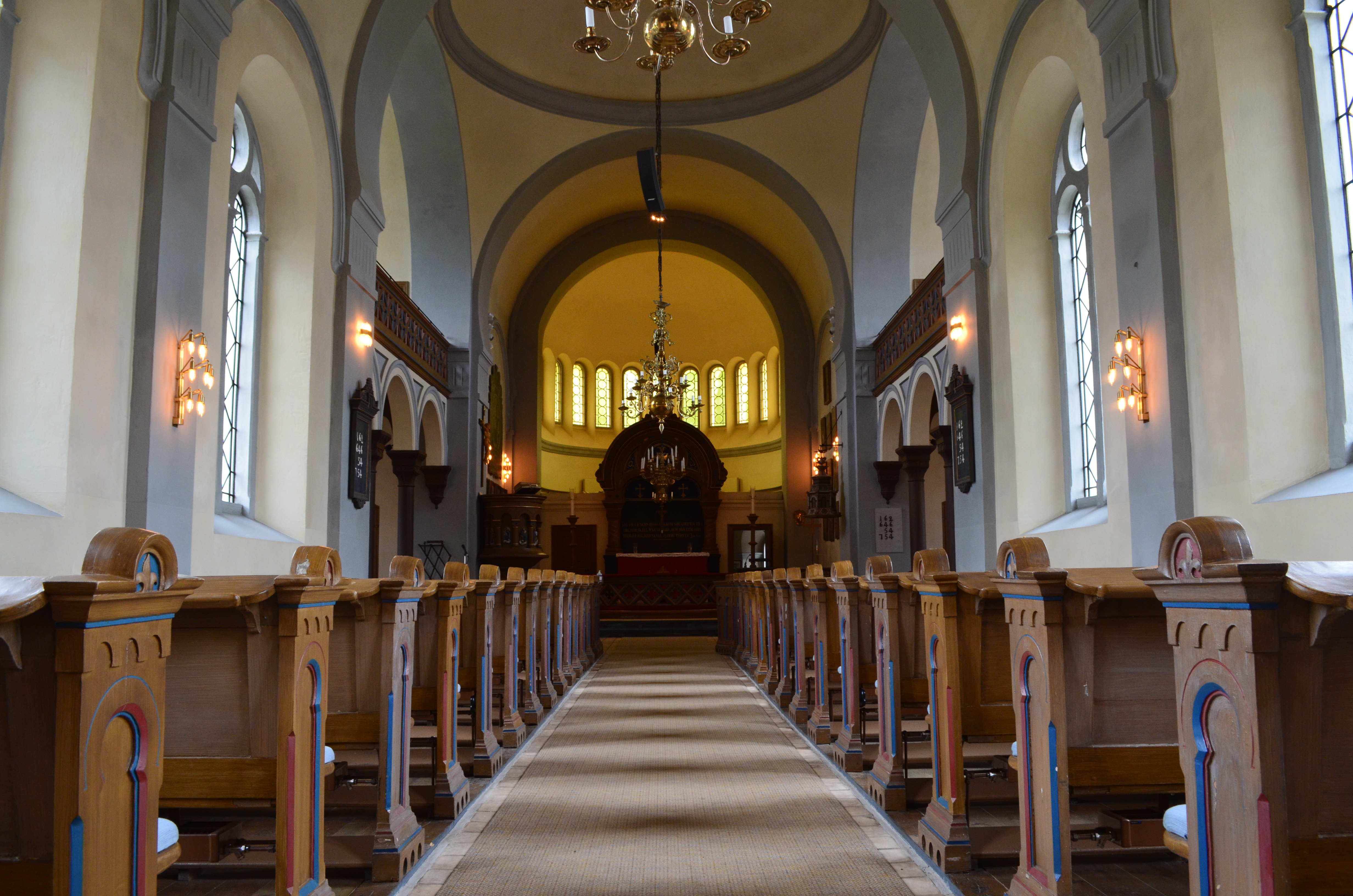
Österslövs kyrkas kyrkosal

Österslövs kyrka är en kyrkobyggnad i samhället Österslöv strax öster om Råbelövssjön. Den tillhör Nosaby församling i Lunds stift.
Österslöv gamla prästgård vid kyrkan är en av Sveriges äldsta bevarade prästgårdar och den äldsta bevarade prästgården i Skåne.

## Kyrkobyggnaden
Den första kyrkan på platsen kan dateras till slutet av 1100-talet. Den revs 1875 för att ge plats åt den nya kyrkan som uppfördes mellan 1875 och 1878 efter ritningar av kyrkoarkitekt Helgo Zettervall. Den är byggd i nyromansk stil. Michael Treschow, dåvarande ägare av Karsholms gods, bekostade den nya kyrkan. Innehavaren av Karsholm var från 1648 till patronatsrättens avskaffande 1921 patronus i Österslöv. Invigningen ägde rum den 25 maj 1878 och förrättades av biskop Vilhelm Flensburg som  lovprisade den nya kyrkan som han ansåg byggd i ”ädel stil, rymlig och prydlig och i alla avseenden förträfflig.”
I kyrkogårdens nordöstra hörn står en smärre obelisk till minne av riksdagsmannen Sven Nilsson (1813-1877).
Alla spår efter medeltidskyrkan är borta, men mellan den nuvarande kyrkan och gamla prästgården med rötter från 1600-talet har fem liggande gravhällar placerats för att markera platsen för den gamla kyrkans kor.
I Karsholms slottspark finns gamla kyrkans dopfunt av granit från omkring år 1200.

## Inventarier
- Dopfunt med praktfullt lock från 1600-talet.
- Träplattor med bibliska bilder från 1600-talet.
- Altaruppsats i rundbågestil med inskrift i mittfältet.
- Predikstol även denna i rundbågestil med heliga gestalter i speglarna.
- Öppen bänkinredning.

### Orgel
- 1879 byggde Daniel Köhne, Köpenhamn en orgel med 9 stämmor.
- Den nuvarande orgeln byggdes 1958 av A. Mårtenssons Orgelfabrik AB, Lund och är en mekanisk orgel.

| Huvudverk I   | Svällverk II      | Pedal        | Koppel |
| Gedackt 8'    | Spetsgamba 8´     | Subbas 16´   | I/P    |
| Principal 4'  | Rörflöjt 4'       | Nachthorn 4' | II/P   |
| Täckflöjt 2'  | Principal 2'      |              | II/I   |
| Mixtur 3 chor | Kvartian 2 chor   |              |        |
|               | Crescendosvällare |              |        |